# Richard Buxton

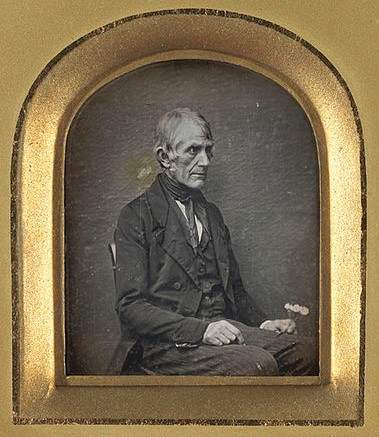
Richard Buxton im Alter von 65 Jahren. Daguerreotypie erstellt von John Benjamin Dancer.

Richard Buxton (* 15. Januar 1786 in Prestwich, Lancashire; † 2. Januar 1865 in Ardwick, heute ein Teil von Manchester) war ein britischer Schuhmacher und Amateurbotaniker. Seine Familie lebte in einfachen Verhältnissen. Er brachte sich selbst das Lesen bei und lernte die Grundlagen der Botanik. Obwohl er die meiste Zeit seines Lebens ein armer Mann war, veröffentlichte er 1849 ein Buch mit dem Titel A Botanical Guide to the Flowering Plants, Ferns, Mosses and Algæ, Found Indigenous Within Sixteen Miles of Manchester, das ein Standardwerk über die zu dieser Zeit um Manchester verbreitete Flora war. Laut seinem Nachruf im Journal of Botany, British and Foreign, war Buxton einer der „Gentlemen der Natur“ seiner Zeit und „ließen seine treue und korrekte Aussprache wissenschaftlicher Begriffe viele Menschen, die ihn hörten, glauben, er sei ein fähiger klassischer Gelehrter“. Der Geologe Edward William Binney würdigte ihn als den „tiefgründigsten Denker seiner Klasse“.

## Kindheit und Jugend
Richard Buxton wurde am 15. Januar 1786 als zweites von sieben Kindern auf Sedgley Hall Farm in der Gemeinde Prestwich, nähe Manchester, Lancashire, geboren. Seine Eltern waren John und Anne Buxton (geborene Houghton), die beide aus Derbyshire stammten. Als er zwei Jahre alt war, begann für die Familie eine schwere Zeit. Sie verließen ihre Farm und zogen auf die Bond Street in das Viertel Ancoats in Manchester. John Buxton war den Rest seines Lebens als Arbeiter tätig.

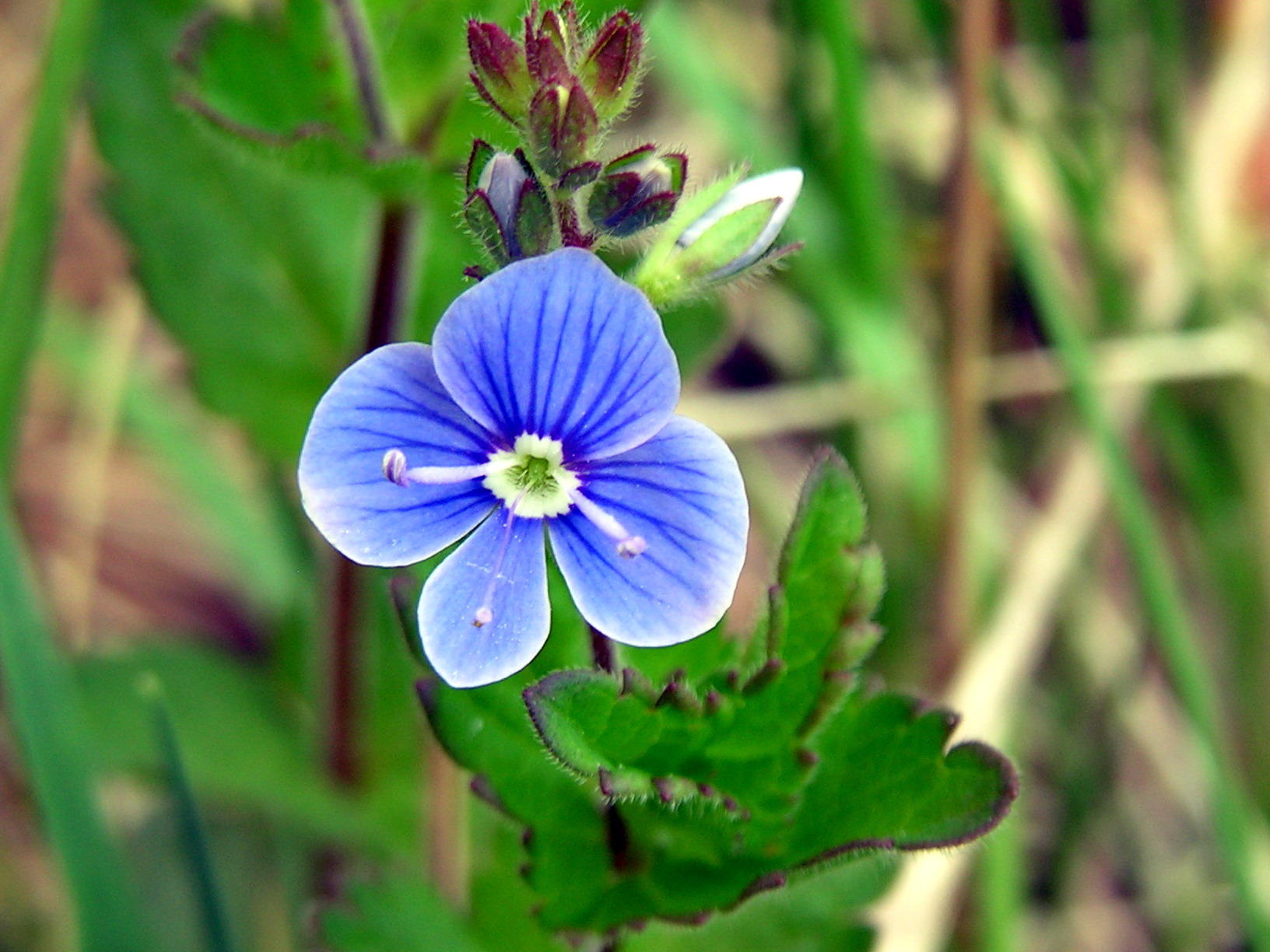
Veronica chamaedrys (Gamander-Ehrenpreis, auch bekannt als Männertreu)

Richard war ein kränkliches Kind, und durch die schwierige Situation seiner Eltern blieb seine Schulbildung einigermaßen sporadisch. In jungen Jahren wanderte er durch die Felder und Ziegeleien in der Nähe seines Zuhauses und pflückte Wildblumen. Seine Lieblingsblumen waren Männertreu, Kriechendes Fingerkraut und Gewöhnliche Vogelmiere. Mit zwölf Jahren wurde er in die Lehre zu einem bat maker, einem Schuhmacher für Kinderschuhe aus Leder, namens James Heap auf der Port Street in Manchester geschickt. Etwa 18 Monate später begann er für James Hyde zu arbeiten, bei dem er einige Jahre blieb.

## Späteres Leben
Im Alter von 16 Jahren konnte Buxton noch nicht lesen und schreiben, aber mithilfe des Common Spelling Book brachte er sich selbst das Lesen bei. Er konnte nicht alle Wörter verstehen und korrekt aussprechen und beschaffte sich deshalb ein Exemplar von Jones' Pronouncing Dictionary. Er las weitere Bücher, wie A History of England und Goldsmith's History of Greece and Rome. Lesen füllte seine gesamte Freizeit aus, allerdings musste er, wenn die Geschäfte gut liefen, von 6:00 bis 21:00 Uhr arbeiten. Er verdiente ungefähr 14 bis 15 Schillinge pro Woche, ein gutes Gehalt für diese Zeit, aber da das Leder als Obermaterial von Kinderschuhen von Stoff abgelöst wurde, war das nicht von Dauer.
Als er 18 Jahre alt war, ging Buxton wieder bei seinem früheren Meister James Heap arbeiten, nun als Geselle. Heap nahm Buxton in seiner Freizeit oft auf lange Spaziergänge aufs Land mit. Die beiden sammelten Kräuter für Heilgetränke für Heap selbst und für seine Nachbarn. Sie fanden oft Pflanzen, deren Namen sie nicht kannten, deshalb kaufte Buxton ein Exemplar von Culpeper's Complete Herbal. Er fand allerdings die angeblichen medizinischen Eigenschaften der Pflanzen abstrus und die Beschreibungen fehlerhaft, so dass er bald unzufrieden mit dem Buch war. 1808 erwarb er ein Exemplar von Meyrick's Herbal, das besser war, und aus dem er sich die Grundprinzipien der binären Nomenklatur von Carl von Linné aneignete. Bald konnte Buxton nichts Neues mehr aus diesem Buch lernen, und er begann, so viele Bücher über Botanik auszuleihen oder zu kaufen, wie er konnte. Es war unter Botanikern üblich, Pflanzen zu sammeln und zu trocknen, aber da er tote Pflanzen nicht mochte und Pflanzen, an denen sich andere noch erfreuen konnten, lieber nicht pflückte, waren seine botanischen Studien auf Beobachtungen beschränkt.

“True, the pursuit of Botany has not yielded me much money — but what, in my opinion is far better, it has preserved my health, if not my life, and afforded me a fair share of happiness.”

„Es stimmt, die Beschäftigung mit Botanik hat mir nicht viel Geld eingebracht, aber, was meiner Meinung nach viel besser ist, sie hat mir meine Gesundheit erhalten, wenn nicht gar mein Leben, und mir eine anständige Portion Glück beschert.“

Von 1821 bis 1826 hielt ihn seine Arbeit von botanischen Streifzügen ab, aber im Frühjahr 1826 unternahm er häufigere Exkursionen. Im Juni desselben Jahres traf er beim „botanisieren“ im Kersal Moor, einem Hochmoor in der Nähe von Manchester, John Horsefield, einen Weber aus Whitefield, der Vorsitzender der Prestwich Botanical Society und der General Botanical Meetings war, die an verschiedenen Orten in Lancashire abgehalten wurden. Buxton hatte sich schon lange gewünscht, einem Menschen wie Horsefield zu begegnen, der nicht nur ein auf dem Land lebender Kräuterkenner war, sondern sich selbst hervorragende wissenschaftliche Kenntnisse auf dem Gebiet der Botanik angeeignet hatte. Zu dieser Zeit gingen in Lancashire viele Amateurnaturforscher der Arbeiterklasse in ihrer Freizeit ihrem Hobby nach, und es waren eine Reihe lokaler Gesellschaften gegründet worden. Horsefield machte Buxton mit anderen Botanikern der Gegend bekannt, so mit James Percival, Thomas Heywood und John Shaw. Mit Horsefield unternahm er im Sommer 1826 eine Reihe Exkursionen nach Mere Clough in Prestwich, Clifton Moss und Baguley Moor.
Aus verschiedenen Gründen vernachlässigte Buxton seine botanischen Studien dann mehrere Jahre, doch 1833 ging er zu einer Zusammenkunft von Botanikern in Prestwich, wo er seine alten Bekannten traf. Er nahm nun wieder regelmäßig an örtlichen Botanikversammlungen teil, und in einer solchen Versammlung in Blackley lernte er James Crowther kennen. Die beiden wurden feste Freunde und erkundeten auf der Suche nach Pflanzen Chorlton, Withington, Didsbury und viele andere Gegenden in Lancashire, Cheshire, Derbyshire, Yorkshire und Wales.
1839 erhielt Buxton eine Einladung, am Naturkundekurs des Mechanics’ Institute von Manchester, einer Einrichtung für die Erwachsenenbildung von Arbeitern im technischen Bereich, teilzunehmen. Dort half er gemeinsam mit Leopold Hartley Grindon, George Crozier und James Crowther bei der Erstellung der Flora Mancuniensis (1840), die von John Bland Wood herausgegeben wurde. Er wurde ein anerkannter Experte für Moose, und William Hooker, Direktor der Kew Gardens, war so beeindruckt von seinen Fähigkeiten, dass er die Hoffnung hegte, ihn als Herbariumsassistenten einstellen zu können. Es kam nicht dazu, aber Buxton erhielt von Hooker eine Reihe Bücher über Botanik und schließlich nahm er den Posten des Vorsitzenden der Manchester Working Men's Botanical Society an.
1849, im Alter von 62 Jahren, veröffentlichte er ein Buch, A Botanical Guide to the Flowering Plants, Ferns, Mosses and Algæ, Found Indigenous Within Sixteen Miles of Manchester, das er mit der Unterstützung anderer örtlicher Botaniker und des Geologen Edward William Binney verfasst hatte. Das Buch gibt eine vollständige Beschreibung aller damals in der Gegend verbreiteten Pflanzen und enthält neben poetischen Einsprengseln auch einige autobiografische Details. Es ermuntert andere Mitglieder der Arbeiterklasse „in der Sommerzeit“ die „vielen wunderbaren Fußwege entlang angenehmer Bäche und durch grüne Wälder“ zu erkunden, und ersucht Landeigentümer „wenigstens die alten Fußwege durch ihre Felder und Wälder zu erhalten, wenn sie die Anlage von neuen Wegen ablehnen sollten“.
Als Buxtons Gewerbe einen Niedergang erlitt, versuchte er, als botanischer Pflanzensammler und Zeitungsausträger zu überleben, musste aber schließlich auf einen von Binney eingerichteten Fonds für „die Unterstützung und Förderung wissenschaftlicher Männer aus bescheidenen Verhältnissen“ zurückgreifen. Seine Situation verschlimmerte sich noch, als die Einnahmen aus der zweiten Auflage seines Buches, die 1859 erschien, geringer als erwartet waren, weil ihm mit der Veröffentlichung von Leopold Hartley Grindons The Manchester Flora im selben Jahr Konkurrenz erwachsen war.

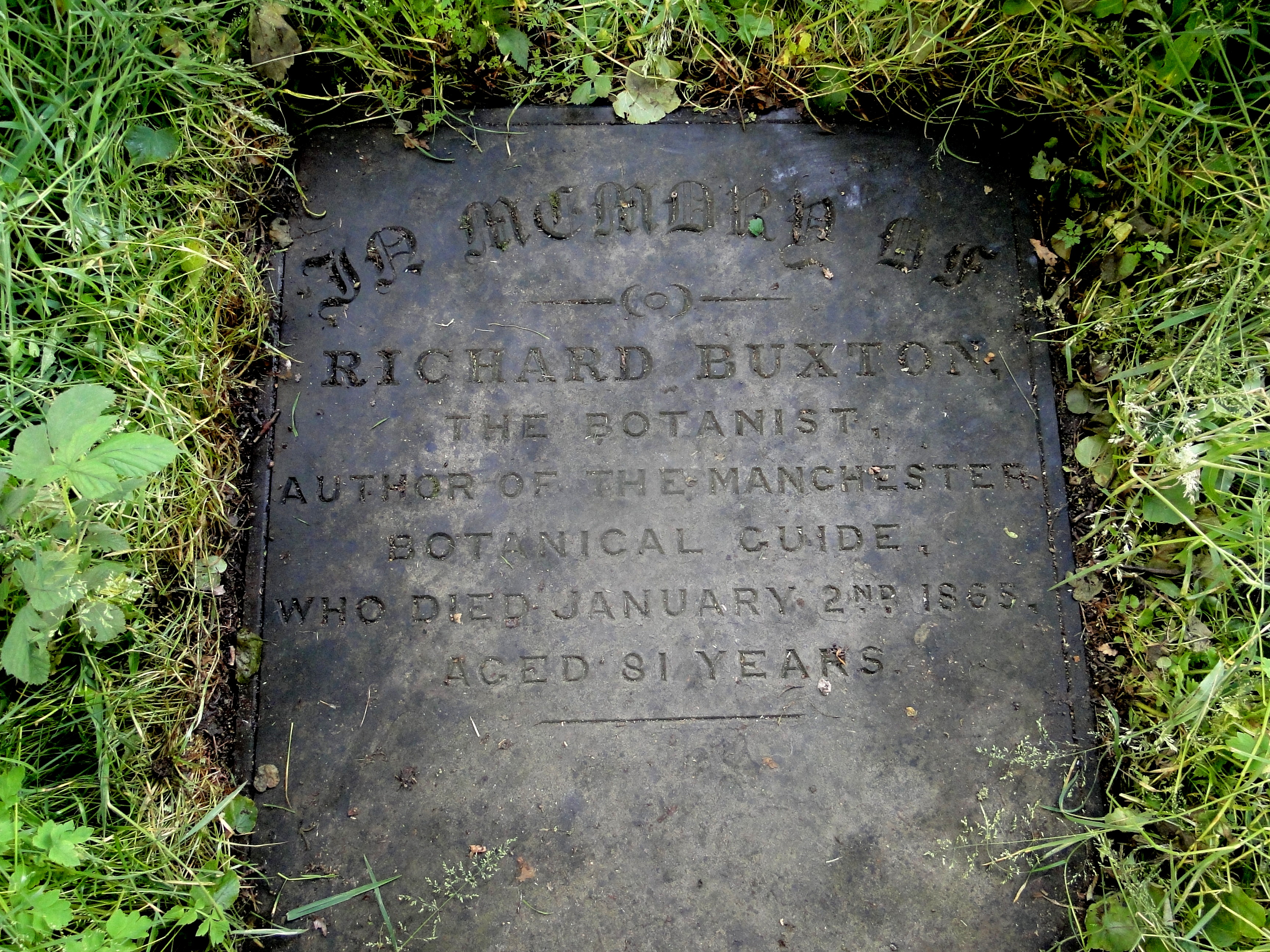
Richard Buxtons Grab

Buxton starb am 2. Januar 1865 in der Limekiln Lane in Ardwick, heute ein Teil von Manchester, im Alter von 78 Jahren und wurde am 5. Januar in der Church of St Mary the Virgin in Prestwich beigesetzt. In seinem Nachruf im Manchester Courier beschrieb ihn ein ungenannter „bedeutender Mann der Wissenschaft“ als „wahrscheinlich eine[n] der besten britischen Botaniker auf dem Gebiet der Blütenpflanzen, die Lancashire hervorgebracht hat“.

## Autorenkürzel
Für Richard Buxton wird das Autorenkürzel „Buxton“ genutzt, wenn ein botanischer Name aufgeführt wird.